# En fremmed kom til byen
En fremmed kom til byen er en dansk dokumentarfilm fra 1966.

## Handling
En kvinde ankommer med toget til Dronninglund. Hun går gennem byen og 'forstyrrer' helt uforsætligt de arbejdende og næringsdrivende mænd, hun passerer. Hendes mål er Amtssygehuset, hvor hun skal have taget et røngtenbillede af lungerne. Til lægens store overraskelse er der et hjerte på billedet.